# Країна за Збручем
Країна за Збручем — книжкова збірка есеїстичних новел українського письменника, критика, перекладача, есеїста, колумніста, педагога Олександра Бойченка, яка вийшла 2019 році у видавництві «Видавництво 21». В оформленні обкладинки використано картину  французького художника-аквареліста Ежена Ізабе «Дерев'яний міст».

## Опис
Назва книги є грою слів. Збірка складається з написаних впродовж двох останніх років есеїв для сайту інтернет-газети «Збруч» і журналу «Країна». Всього в книзі 55 есеїв короткої прози. Тематика творів – від Криму, безвізу та мовного питання до особистих тем.
|                       | Хто пише, той знає, яке це щастя — писати. Більшим за щастя писати є тільки щастя не писати. Читати, дивитися, слухати - і не мусити з жодного приводу висловлювати своєї неоціненної думки, не втрачати жодної чудової нагоди промовчати. |
| — Олександр Бойченко, | |

## Перелік есеїв

### Збруч
- Коротка мить щастя
- Недомобілізація
- Достатня підстава
- Зовсім остання територія
- Плюс-мінус креоли
- Не сплю і думаю
- Знову не сплю і думаю
- Лагідна утопія
- З цього можна було зробити 24 романи
- Маленька різниця
- Нові метафори старого фестивалю
- Протокол розбіжностей чи concordia discors?
- Захаращені стежки добра і зла
- Прокрустинація
- Крок вперед, два кроки назад, або Добрі наміри й емпіріокритицизм
- Питання на довгі часи
- Про фашистів і людей
- Double bind
- Імунізація або смерть...and signifying nothing
- Інші заходи
- Але визволи нас від лукавих
- Чи є життя після Криму?
- Ви, білі
- Амба
- Виїзний бойкот
- Nie dajmy się zwariować
- I’ll never outgrow it

### Країна
- Доки не почалось
- Не вернуться сподівані
- Любий Люблін
- Топить кораблі
- Однажди герой
- Мовні права і обов’язки
- Без віз
- Minnesota Dream
- Харків альтернативний
- Случілось худшеє
- Ми восени такі похожі
- В дощі рожевіють її корпуси
- Але я знов сюди прийду
- Добрі в Гамерици
- Чортопіль зусібіч оточений
- З журбою радість
- Росла собі ялиночка
- Привид опери
- Беру тебе і прирікаю
- Чуття стороннього в родині
- Наркомани на городі
- Каліна-Маліна
- Зустріч однокласників
- Несправедливо, дуже несправедливо
- Здавалося б, слова
- Свято винограду
- Як їх писати

### Видавництво
- «Країна за Збручем» [Архівовано 25 грудня 2018 у Wayback Machine.] на сайті «Видавництва 21»

### Критика, події
- Бойченко не намагається сподобатися читачеві: чернівецький письменник привіз до Луцька нову книгу. Район. Луцьк. 18 листопада 2018. Архів оригіналу за 24 грудня 2018. Процитовано 24 грудня 2018.
- «Чоловік мусить собі щось зламати: або ногу, або судьбу» — вийшла книга "Країна за Збручем". Gazeta.ua. 19 листопада 2018. Архів оригіналу за 24 грудня 2018. Процитовано 24 грудня 2018.